# 227 км (пост)
227 кіломе́тр — колійний пост Полтавської дирекції Південної залізниці на електрифікованій лінії Ромодан — Полтава-Південна між станціями Кибинці (6 км) та Миргород (6 км). Розташований на західній околиці міста Миргорода Миргородського району Полтавської області. 

## Пасажирське сполучення
На платформі 227 км зупиняються приміські електропоїзди, що прямують за напрямком Гребінка — Полтава — Огульці .